# Бурановська сільська рада (Калманський район)
Бура́новська сільська рада (рос. Бурановский сельский совет) — сільське поселення у складі Калманського району Алтайського краю Росії.
Адміністративний центр та єдиний населений пункт — село Бураново.

## Населення
Населення — 1036 осіб (2019; 1064 в 2010, 1010 у 2002).